# 喜田貞吉
喜田 貞吉（きた さだきち、1871年7月11日（明治4年5月24日） - 1939年（昭和14年）7月3日）は、第二次世界大戦前の日本の歴史学者、文学博士。考古学、民俗学も取り入れ、学問研究を進めた。

## 経歴
現在の徳島県小松島市（阿波国那賀郡櫛淵村）に農民の子として生まれる。櫛淵小学校、旧制徳島中学校、第三高等学校を経て、1893年（明治26年）23歳で帝国大学文科大学に入学し、歴史研究を学んだ。内田銀蔵や黒板勝美と同級生となった。1896年（明治29年）国史学科を卒業し、同大学院に入学。坪井九馬三などを指導教官とし、研究題目を「日本の歴史地理」に定める。この間の1899年（明治32年）、幸田茂友共著で中等教科書『日本地理』『外国地理』を刊行する。翌年30歳の時、単著の中等教科書『日本中地理』を刊行する。この書は「総論」、「地方誌」、「住民・政治・生業」の三章からなる。
その後同大学で講師を務め、1909年（明治42年）に「平城京の研究・法隆寺再建論争」により東京帝国大学から文学博士の称号を得た。文部省で国定教科書の編纂にも従事したが、小学校の歴史教科書に南北朝期の北朝・南朝を並べて記述していたため、1911年（明治44年）、南朝を正統とする立場から非難され、休職処分となった（「南北朝正閏問題」）。
1913年（大正2年）から京都帝国大学専任講師、1920年（大正9年）から1924年（大正13年）まで教授。同年、前年に設置されたばかりの東北帝国大学国史学研究室の講師となり、古代史・考古学を担当。同研究室草創の基礎を築いたほか、奥羽史料調査部の創設メンバーの一人として原始・古代の史料収集を通じた東北地方史研究に尽力した。1936年（昭和11年）、東国では、縄文土器を作った人びとが鎌倉時代ころまで生活していたのではないかという仮説を立てて山内清男と論争になった（「ミネルヴァ論争」）。
日本歴史地理研究会を組織して学術雑誌『歴史地理』を発刊し、古代史・建築史に多大の貢献があった。著作に『読史百話』『帝都』などがある。
郷土史研究の発展にも貢献し、多くの後進を育てた。特に京都帝大時代に知り合った秋田県出身の深澤多市は自費で『秋田叢書』を刊行したが、喜田はその監修者を務めている。
仙台市にて69歳で没する。

## 家族
中央大学教授などを務めた日本古代史の喜田新六（1903年 - 1964年）は長男。

## 研究史上の意義
- 独自の日本民族成立論を展開し、日本民族の形成史について歴史学・考古学の立場から多くの仮説を提示した。
- 「日鮮両民族同源論」を提出し、結果的に日韓併合（1910年（明治43年））を歴史的に正当化したと批判される[6]。
- 法隆寺再建非再建論争では、再建論の論陣を張った。これは後に正しいことが証明された。
- 秋田県仙北郡の払田柵の初期の発掘調査を指導し、この城柵を『続日本紀』に現れる雄勝城がのちに移転・再建されたものという見解を示した。

## 著作

### 著書
- 『日本中地理』金港堂、1900年3月。NDLJP:762696。
- 『日本中地理附録』金港堂、1899年3月。
  - 『日本中地理附録』（訂正再版）金港堂、1899年3月。NDLJP:762697。
- 『本邦地理講義』吉川弘文館、1902年8月。
  - 『本邦地理講義』（増訂三版）吉川弘文館、1903年3月。NDLJP:762972。
- 『国史之教育』三省堂書店、1910年6月。NDLJP:993472。
- 『韓国の併合と国史』三省堂書店、1910年11月。
- 『読史百話』三省堂書店、1912年7月。NDLJP:770273。
- 『帝都』日本学術普及会〈歴史講座〉、1915年8月。NDLJP:953288 NDLJP:1918549。
  - 『帝都』日本学術普及会、1939年8月。NDLJP:1920974。
- 『道鏡皇胤論』仏教聯合会、1928年1月。NDLJP:979838。
- 『歴史上より見たる差別撤廃問題』中央社会事業協会地方改善部〈地方改善事業叢書 第1輯〉、1924年6月。NDLJP:982035。
- 『融和資料』中央融和事業協会〈融和問題叢書 第1編〉、1926年3月。
  - 『融和資料』（四版）中央融和事業協会〈融和問題叢書 第1編〉、1928年1月。NDLJP:1452738。
- 『融和問題に関する歴史的考察』中央社会事業協会地方改善部〈融和問題叢書 第6編〉、1928年1月。NDLJP:1452741。
- 『日本歴史物語』 上、アルス〈日本児童文庫1〉、1928年4月。NDLJP:1168116。
  - 『日本歴史物語』 上（復刻版）、名著普及会〈日本児童文庫1〉、1928年4月。
- 『日向国史』 上巻、史誌出版社、1929年12月。NDLJP:1213671。
- 『日向国史』 下巻、史誌出版社、1930年1月。NDLJP:1213695。
- 『日向国史古代史』史誌出版社、1930年1月。NDLJP:1168116。
  - 『日向国史古代史』東洋堂、1943年6月。NDLJP:1212882。
- 『還暦記念 六十年の回顧』喜田貞吉、1933年4月。
- 『本邦都城の制』岩波書店〈岩波講座日本歴史 第2巻3〉、1934年9月。
- 『福神研究』日本学術普及会、1935年9月。NDLJP:1452499。
- 『斉東史話』立命館出版部、1935年10月。
  - 『斉東史話』（再版）立命館出版部、1935年10月。NDLJP:1234326。
- 『藤原京』鵤故郷舎出版部、1942年8月。NDLJP:1900928。
- 『特殊部落研究』世界文庫〈近代文芸資料複刻叢書 第7集、部落問題資料文献叢書 第5巻〉、1968年10月。
- 『被差別部落とは何か』河出書房新社、2008年2月。ISBN 978-4-309-22475-6。
- 『賤民とは何か』河出書房新社、2008年3月。ISBN 978-4-309-22480-0。
- 『差別の根源を考える』河出書房新社、2008年9月。ISBN 978-4-309-22489-3。
- 『被差別部落とは何か』河出書房新社、2008年9月。ISBN 978-4-309-41685-4。

### 共著・共編
- 喜田貞吉『日本地理』金港堂、1899年3月。NDLJP:762702。
- 幸田成友、喜田貞吉『外国地理』 上巻、金港堂、1899年3月。NDLJP:761008。
- 幸田成友、喜田貞吉『外国地理』 下巻、金港堂、1899年4月。NDLJP:761009。
  - 幸田成友、喜田貞吉『外国地理』 上巻（訂正再版）、金港堂、1900年3月。NDLJP:761010。
  - 幸田成友、喜田貞吉『外国地理』 下巻（訂正再版）、金港堂、1900年3月。NDLJP:761011。
- 堀田璋左右、喜田貞吉共編 編『日本歴史及地理要覧』日本歴史地理研究会、1903年10月。NDLJP:771377。
- 喜田貞吉、杉山寿栄男『日本石器時代植物性遺物図録』喜田貞吉、1932年1月。

### 編集・校閲等
- 中等学科教授法研究会『中学教程 日本地理』喜田貞吉校、中等学科教授法研究会、1898年2月。
  - 中等学科教授法研究会『中学教程 日本地理』喜田貞吉校（再版）、中等学科教授法研究会、1898年4月。NDLJP:1911574。
- 中等学科教授法研究会『中学教程 日本地理附図』喜田貞吉校、中等学科教授法研究会、1898年2月。
  - 中等学科教授法研究会『中学教程 日本地理附図』喜田貞吉校（再版）、中等学科教授法研究会、1898年4月。NDLJP:1911580。
- 喜多貞吉 編『容所遺韻』喜田貞吉、1915年12月。
- 喜田貞吉 編『憑物』山田野理夫補、宝文館出版、1975年6月。
- 喜田貞吉 編『福神』山田野理夫補、宝文館出版、1976年5月。

### 著作集等

#### 喜田貞吉著作集（平凡社、1979-1982）
- 小林行雄 編『石器時代と考古学』 第1巻、平凡社、1981年7月。ISBN 9784582478013。
- 小林行雄 編『古墳墓年代の研究』 第2巻、平凡社、1979年6月。ISBN 9784582478020。
- 林屋辰三郎 編『国史と仏教史』 第3巻、平凡社、1981年11月。ISBN 9784582478037。
- 林屋辰三郎 編『歴史地理研究』 第4巻、平凡社、1982年8月。ISBN 9784582478044。
- 林屋辰三郎 編『都城の研究』 第5巻、平凡社、1979年10月。ISBN 9784582478051。
- 小林行雄 編『奈良時代の寺院』 第6巻、平凡社、1980年2月。ISBN 9784582478068。
- 小林行雄 編『法隆寺再建論』 第7巻、平凡社、1982年3月。ISBN 9784582478075。
- 上田正昭 編『民族史の研究』 第8巻、平凡社、1979年12月。ISBN 9784582478082。
- 伊東信雄 編『蝦夷の研究』 第9巻、平凡社、1980年5月。ISBN 9784582478099。
- 上田正昭 編『部落問題と社会史』 第10巻、平凡社、1982年6月。ISBN 9784582478105。
- 上田正昭 編『信仰と民俗』 第11巻、平凡社、1980年11月。ISBN 9784582478112。
- 伊東信雄、林屋辰三郎 編『斉東史話・紀行文』 第12巻、平凡社、1980年8月。ISBN 9784582478129。
- 伊東信雄 編『学窓日誌』 第13巻、平凡社、1979年8月。ISBN 9784582478136。
- 伊東信雄 編『六十年の回顧・日誌』 第14巻、平凡社、1982年11月。ISBN 9784582478143。

#### その他
- 喜田新六 編『喜田貞吉選集』 第1(法隆寺論攷)、地人書館、1940年9月。
- 斎藤忠 編『喜田貞吉集』地人書館〈日本考古学選集8〉、1972年10月。
- 礫川全次 編『先住民と差別 喜田貞吉歴史民俗学傑作選』河出書房新社、2008年1月。ISBN 978-4-309-22477-0。

### 関連書籍
- 東北帝国大学国史学会 編『国史論集 喜田博士追悼記念』大東書館、1942年5月。 NCID BN08169973。